# دانوخ
دانوخ (به لاتین: Danukh) یک منطقهٔ مسکونی در روسیه است که در داغستان واقع شده‌است.